# Université McGill
Pour les articles homonymes, voir McGill.
Ne doit pas être confondu avec Université de Montréal.
L'Université  McGill (en anglais : McGill University, de son nom officiel historique l'Institution royale pour l'avancement des sciences), située à Montréal, est le plus ancien des établissements universitaires du Québec, car créé en 1821, soit plus de trente ans avant la première université francophone du Canada, l'Université Laval, fondée en 1852, à l'initiative de la direction du Séminaire de Québec, implantée dans la ville de Québec.
Cette université anglophone possède deux campus, séparés par une distance de 38 km. C'est dans ce contexte que des membres de la Société technique de l'Est, un groupe de professionnels et d'entrepreneurs, ont commencé à faire pression sur le gouvernement pour la création d'une école d'ingénieurs. Leur objectif était de combler le vide laissé par l'absence d'une telle institution, en formant des ingénieurs compétents capables de répondre aux besoins de l'industrie québécoise.
Le campus principal est situé dans le Ghetto McGill, un quartier situé à proximité du district financier, en plein centre-ville de Montréal, et le campus MacDonald est à Sainte-Anne-de-Bellevue, situé dans l'Ouest-de-l'Île.
McGill compte parmi ses anciens élèves 12 prix Nobel et 147 boursiers Rhodes, ainsi que trois astronautes, trois premiers ministres canadiens, treize juges de la Cour suprême du Canada, quatre dirigeants étrangers, 28 ambassadeurs étrangers, neuf lauréats des Oscars, onze lauréats des Grammy Awards, trois gagnants du prix Pulitzer et 28 médaillés olympiques.

## Histoire

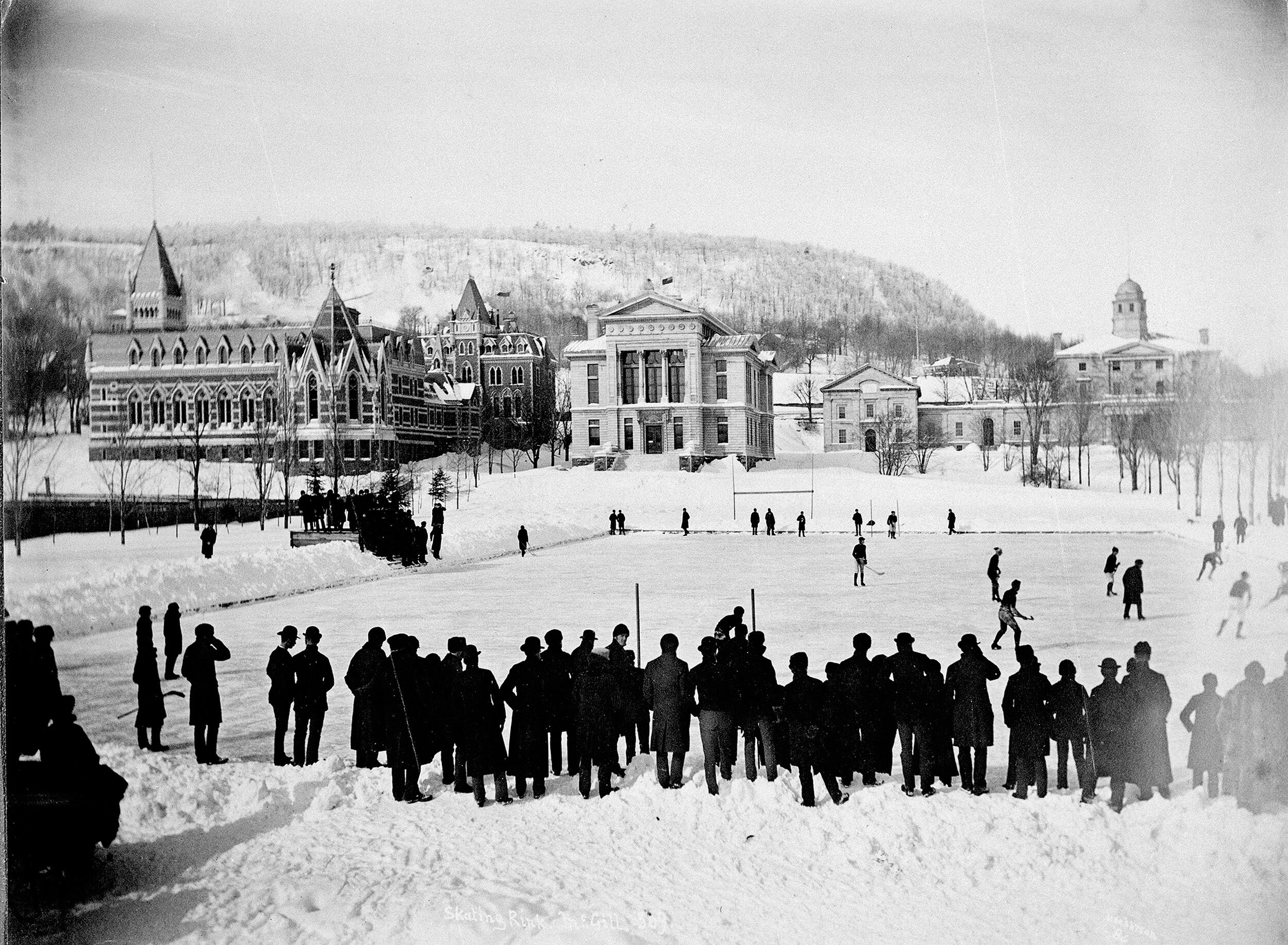
Hockey sur glace à l’Université McGill en 1884.

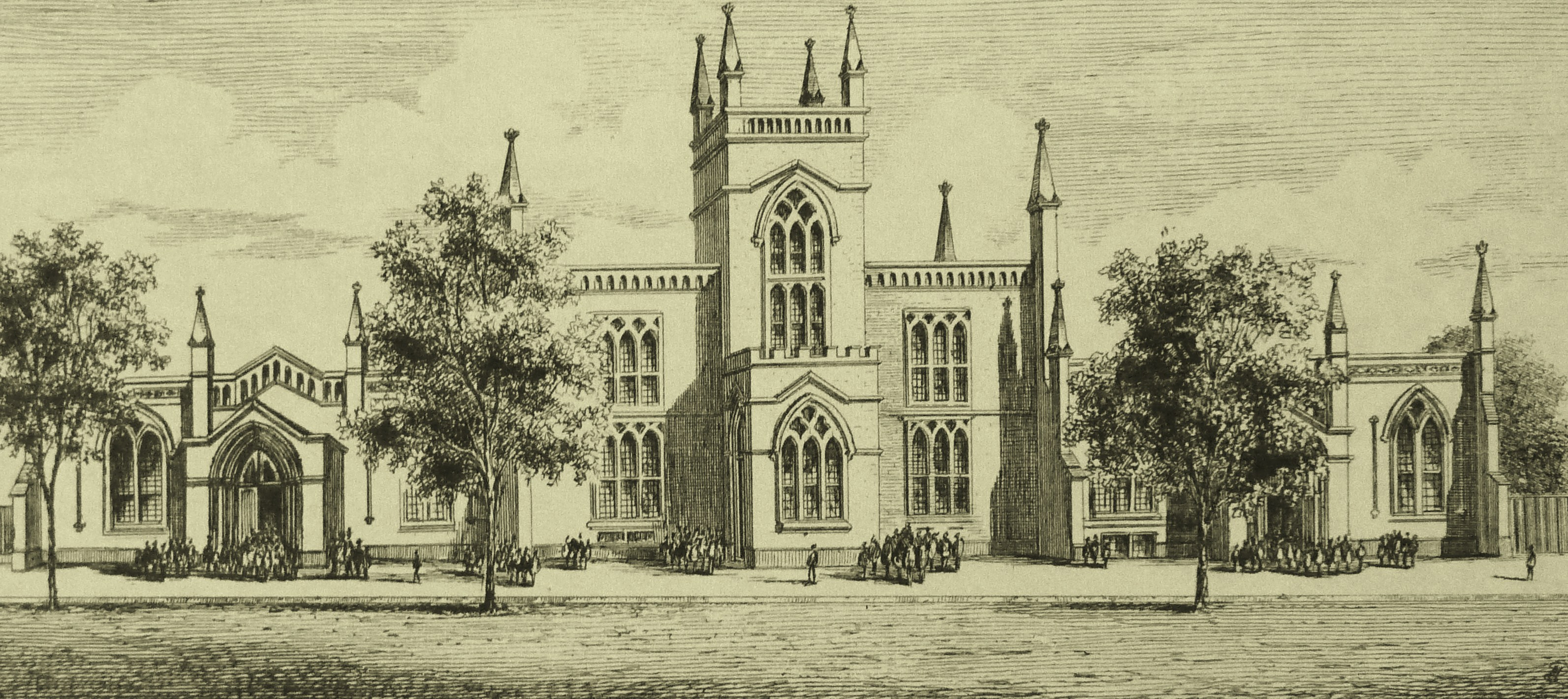
McGill Normal School en 1875

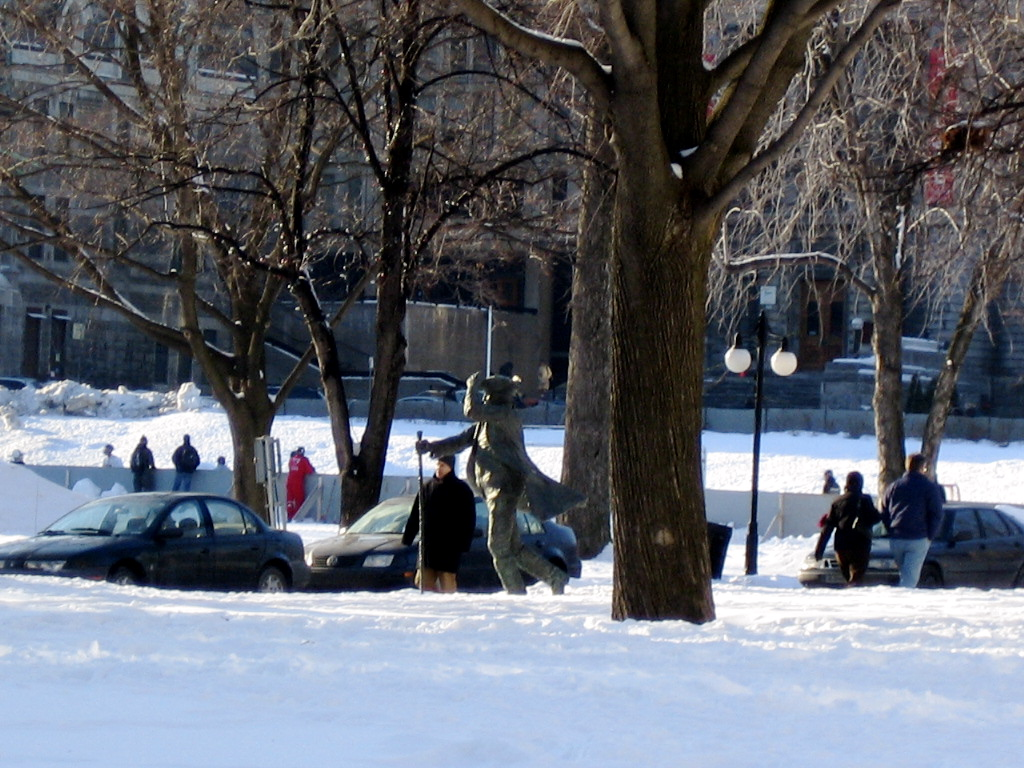
Statue de James McGill, l'hiver.

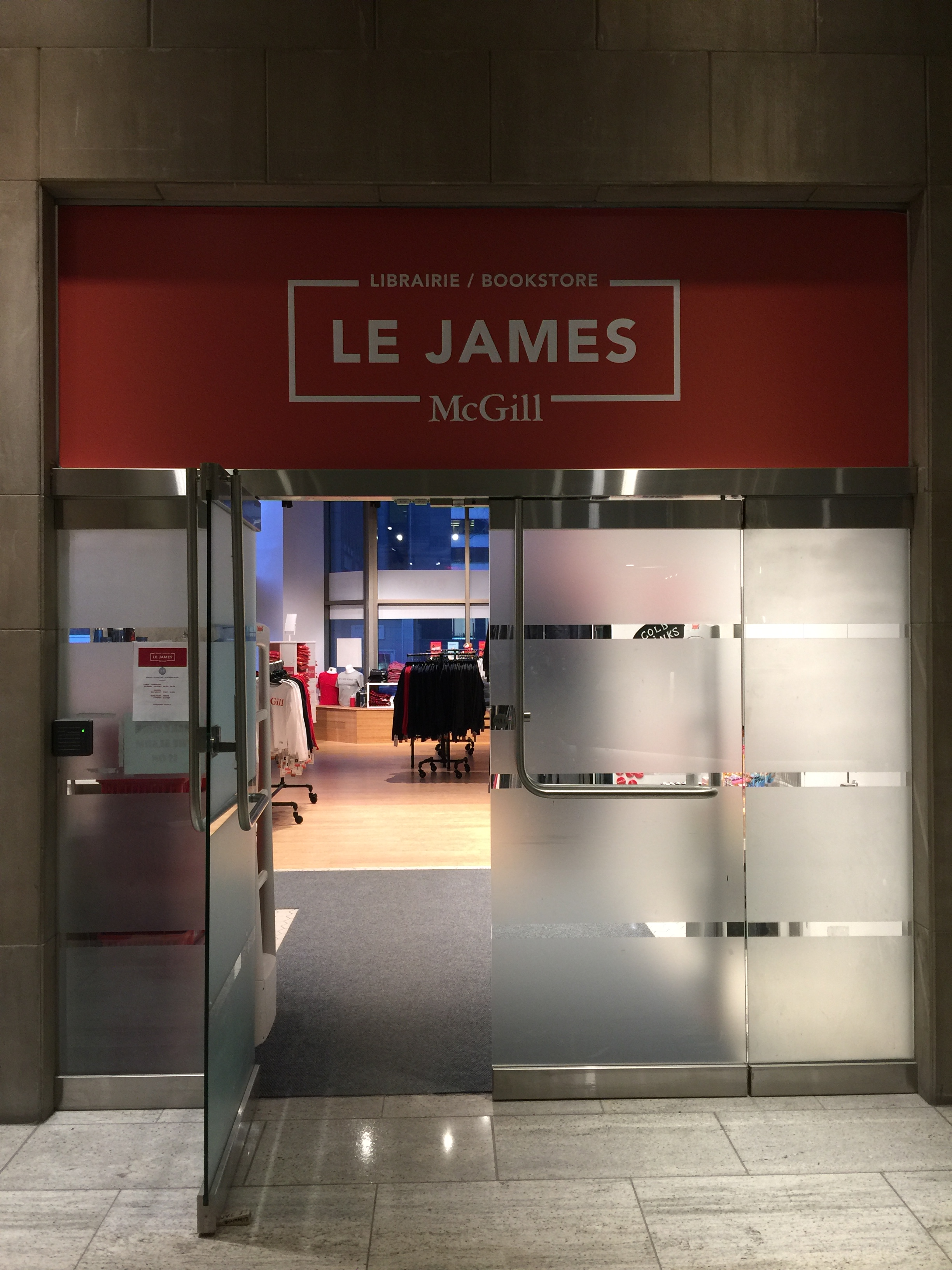
Librairie Le James, McGill.

L'université est fondée en 1821, après un don de terrain et de 10 000 £ en argent par l'homme d'affaires montréalais (d'origine écossaise) James McGill (1744–1813), un riche marchand ayant fait fortune à la suite de la Conquête, dans le commerce de la fourrure au sein de la Compagnie du Nord-Ouest. À la donation charitable viennent s’ajouter des donations du gouvernement colonial à même les biens des Jésuites, confisqués par la Couronne et alors disputés par les Patriotes qui souhaitaient les employer pour le financement de l’ensemble de la population du Bas-Canada,. Le « McGill College » dispense ses premiers cours en 1829 dans l'ancienne villa de campagne du marchand. Quatre ans plus tard, le nouvel établissement décerne un doctorat de médecine et de chirurgie à son premier diplômé, William Leslie Logie. En 1839, on agrandit en construisant la Faculté des arts grâce à des dons ; au cours des décennies suivantes, la philanthropie continue de jouer un rôle clé dans l'évolution de l'Université McGill. John William Dawson, recteur de 1855 à 1893, fait rayonner l'institution ; les grands bienfaiteurs de l'époque, dont Lord Strathcona, William Macdonald, William Molson et Peter Redpath, ouvrent leurs goussets et on porte le nombre de bâtiments à dix. En 1857, the McGill Normal School est créé après une entente avec le Gouvernement du Québec. En 1885, le Conseil des gouverneurs adopte officiellement l'appellation Université McGill.
Lord Strathcona crée un fonds spécial destiné à l'éducation des femmes. Les premières étudiantes sont admises en 1884 et Carrie Derick, bachelière en Arts de 1890, devient la première femme professeure du Canada, enseignant la botanique à McGill. Au tournant du XXe siècle, des dons substantiels de William Macdonald permettent à McGill de se doter d'un second campus avec e grandes terres à cultiver dans l'Ouest-de-l'Île à Sainte-Anne-de-Bellevue où on enseigne l'agronomie. Ces dons permettent également de recruter des sommités comme Ernest Rutherford dont les recherches sur la nature de la radioactivité font connaître l'université internationalement. Rutherford obtient le prix Nobel de physique en 1908.
Dans le même temps l’Université McGill est alors un haut lieu de la loyauté impériale britannique ; Ainsi, lors d’émeutes en Mars 1900, ses étudiants dévastèrent les bureaux des journaux francophones et s'attaquèrent à l’antenne montréalaise de l’Université Laval (actuelle Université de Montréal), blâmés de ne pas soutenir la Grande-Bretagne dans la Guerres des Boers. Dans les années trente, l’Université McGill touchée par la vague d'antisémitisme (en) et de racisme qui traverse l’Occident limita l’admission des étudiants juifs, faisant chuter leur proportion qui était de 24% en 1930 à 10% en 1937.
La réputation d'excellence de McGill croît avec le temps. Pendant la Seconde Guerre mondiale, de nombreux chercheurs britanniques ou d'autres nationalités s'y retrouvent et contribuent à l'effort de guerre. Après le conflit, McGill continue à attirer de plus en plus de professeurs et d'élèves. Le retour des soldats et le « baby-boom » auront pour effet de tripler l'effectif étudiant et, pour la première fois, McGill reçoit des subsides de l'État québécois sous le gouvernement de Maurice Duplessis. De nouveaux édifices modernes sont construits à côté des vieux immeubles de pierre.
Dans le contexte de la Guerre froide, McGill collabora à un projet de recherche expérimental de la CIA, associée à l’État canadien, dénommé MK-Ultra,. L’objectif visait à reconfigurer mentalement des individus dans la perspective de retourner des agents communistes contre leur pays. Pour ce faire, on administrait des chocs physiques et mentaux de nature à réinitialiser la personnalité et les croyances des sujets. Le programme fut dirigé par le psychiatre écossais Donald Ewen Cameron. Les expériences étaient menées sur des individus en situation de vulnérabilité (itinérance, prostitution, problèmes de santé mentale etc.). Les cobayes étaient pris en charge par l’Institut Allan Memorial appartenant à l’hôpital universitaire de McGill, le Royal Victoria.
Le projet, approuve par la CIA en 1953, consistait à administrer des psychotropes, dont du LSD et des Barbituriques. Ils étaient ensuite soumis à des séances d’électrochocs au-delà de la fréquence maximale permise à l’époque, sur une période de plusieurs mois, et dont la puissance pouvait excéder jusqu’à 40 fois la norme. Ensuite, les patients étaient soumis à plusieurs mois de privation sensorielle. Une fois la personne réduite à un état de désorientation et de perte de contrôle de ses capacités physiques jusqu’à un stade infantile, elle était reconditionnée. Pour ce faire, le patient était exposé à l’écoute de messages qui se répétaient jusqu’à des centaines de milliers de fois.

Ces expériences se prolongèrent jusqu’au début des années 1970. Sur ordre de Richard Helms, directeur de la CIA, Sidney Gottlieb, directeur du projet MK-Ultra, détruisit une partie des archives en 1973,. L’affaire fut rendue publique à la suite d’une enquête parlementaire américaine, consécutive au Watergate. A ce jour[Quand ?], McGill ne s’est jamais excusé pour les actions du docteur Cameron dans ses murs et n’a jamais répondu de son rôle dans l’affaire.

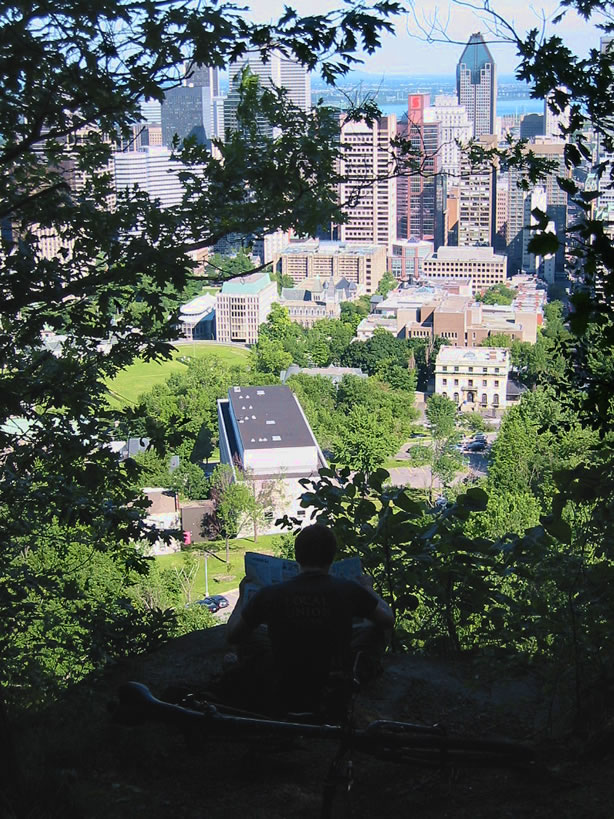
Vue du campus à partir du mont Royal.

Les années 1970 marquent le mouvement McGill français. Dans la période qui suivait le baby-boom, les étudiants qui finissaient le cégep, qui craignaient que l’Université de Montréal n’ait pas suffisamment de place pour accueillir cette masse d’étudiants, réclamaient de franciser l’université McGill. Alors que celle-ci était financée largement par le gouvernement du Québec, 7% de son effectif étudiant était francophone (dans une province où 82% des citoyens le sont). Le fait que 3 professeurs de littérature française sur 40 étaient francophones attestait également de ce phénomène.
Les examens et travaux peuvent désormais être rédigés par les étudiants au choix en anglais ou en français - hors départements de langues étrangères - les cours, eux, continuant majoritairement à être dispensés en anglais. Certains cours sont cependant donnés en français, par exemple, ceux du Département de langue et littérature françaises. D'autre part, les étudiants en droit doivent comprendre le français, car les cours portent autant sur la common law britannique que le droit civil d'origine française. Quant au corps enseignant, il peut se servir de l'anglais ou du français selon leur choix. Ces mesures ont eu pour effet d'augmenter le nombre des francophones qui forment maintenant près d'un cinquième de la population étudiante.
Aujourd'hui, McGill accueille la population étudiante la plus diversifiée de toutes les universités canadiennes à forte intensité de recherche, ses étudiants étant originaires de quelque 150 pays. En novembre 2013, Suzanne Fortier est devenue la 17e principale de l'Université McGill et la première francophone à occuper ce poste.

## Composantes

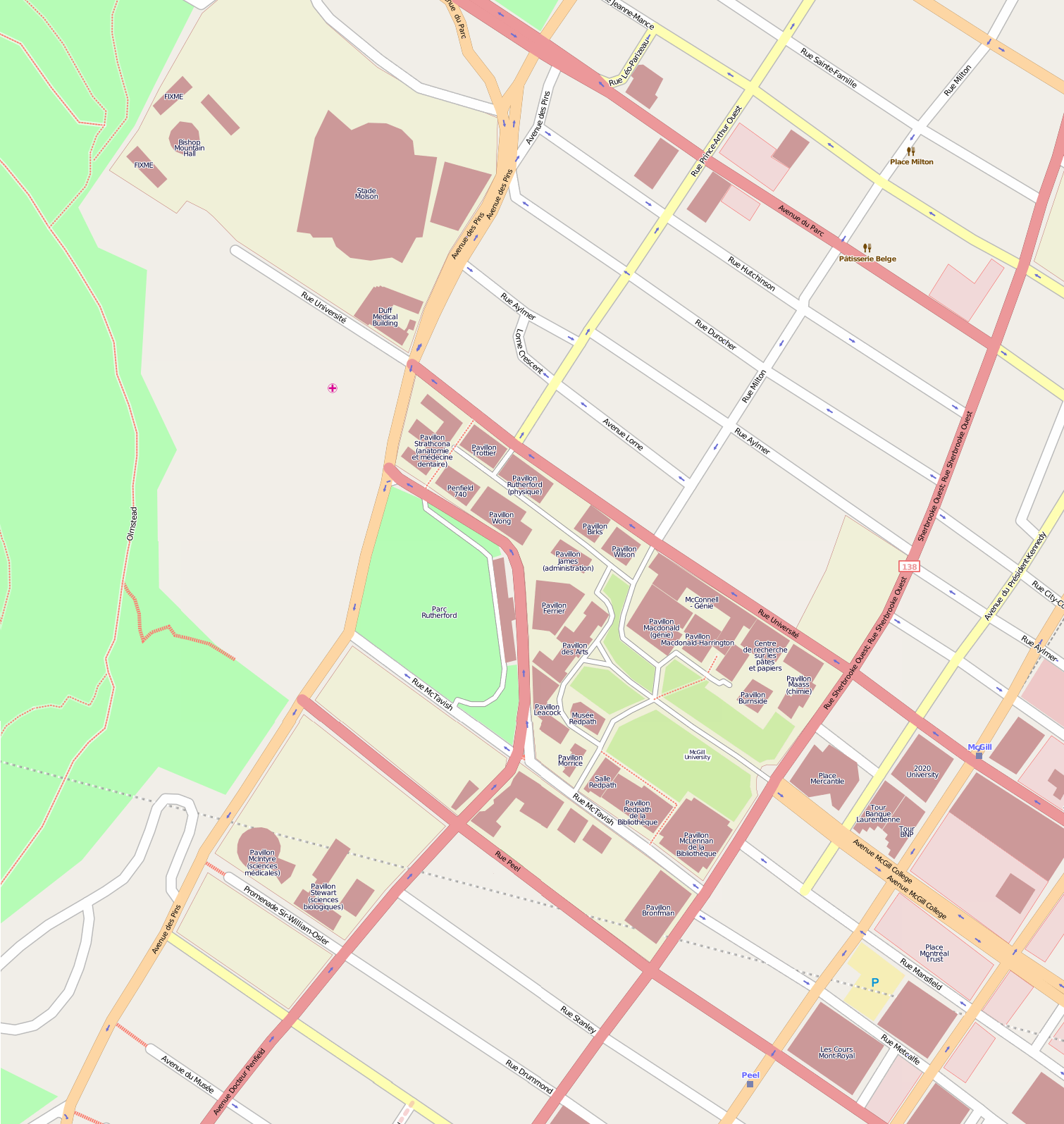
Carte de l'Université McGill

McGill offre des programmes de baccalauréat, maîtrise et doctorat dans les facultés suivantes : Sciences de l'agriculture et de l'environnement, Arts (en) (Sciences sociales et humaines), Droit, Éducation (en), Génie (en), Faculté de Gestion Desautels (en), Kinésithérapie, Ergothérapie, Médecine, Médecine dentaire (en), Musique, Religion (en), Sciences (en), Bibliothèque de l'Université McGill.
On y retrouve également :
- Centre d'éducation permanente de l'Université McGill
- Bureau des études supérieures et postdoctorales de l'Université McGill
- Centre universitaire de santé McGill, centre hospitalier universitaire associé à l'Université

## Enseignement et recherche

### Relations internationales
McGill, avec l'Université de la Colombie-Britannique, est l'une des deux universités canadiennes à être membres du Universitas 21, un réseau d'universités axées sur la recherche.
Pour les diplômés en ingénierie, McGill est reconnu en France sous le nom UMG Québec par IESF (Ingénieurs et Scientifiques de France) dans le cadre de l'ARM France-Québec pour les ingénieurs. IESF gère le Répertoire des Ingénieurs et des Scientifiques de la part du gouvernement français, un peu comme le Bottin de l'OIQ au Québec.

### Classement
En 2020, pour la 16e année consécutive, le magazine Maclean's classe McGill au premier rang des universités canadiennes comptant une faculté de médecine et offrant une vaste gamme de programmes de doctorat. En 2022, l'Université McGill est à la 27e place du classement QS World University Ranking des meilleures universités du monde. En 2020, le Times Higher Education World University Rankings la fait figurer à la 40e position de son classement des meilleurs établissements.

## Campus et édifices

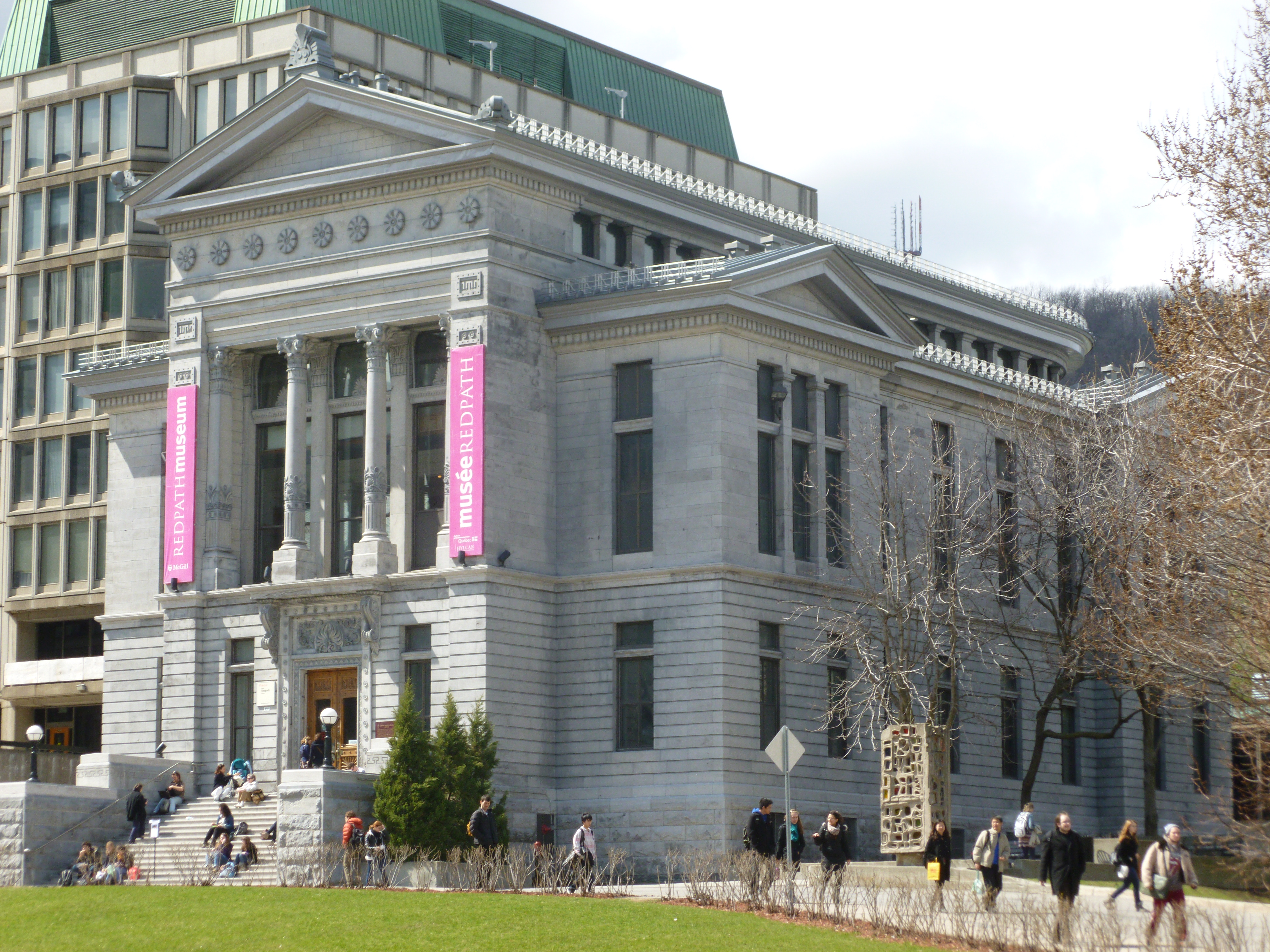
Musée Redpath

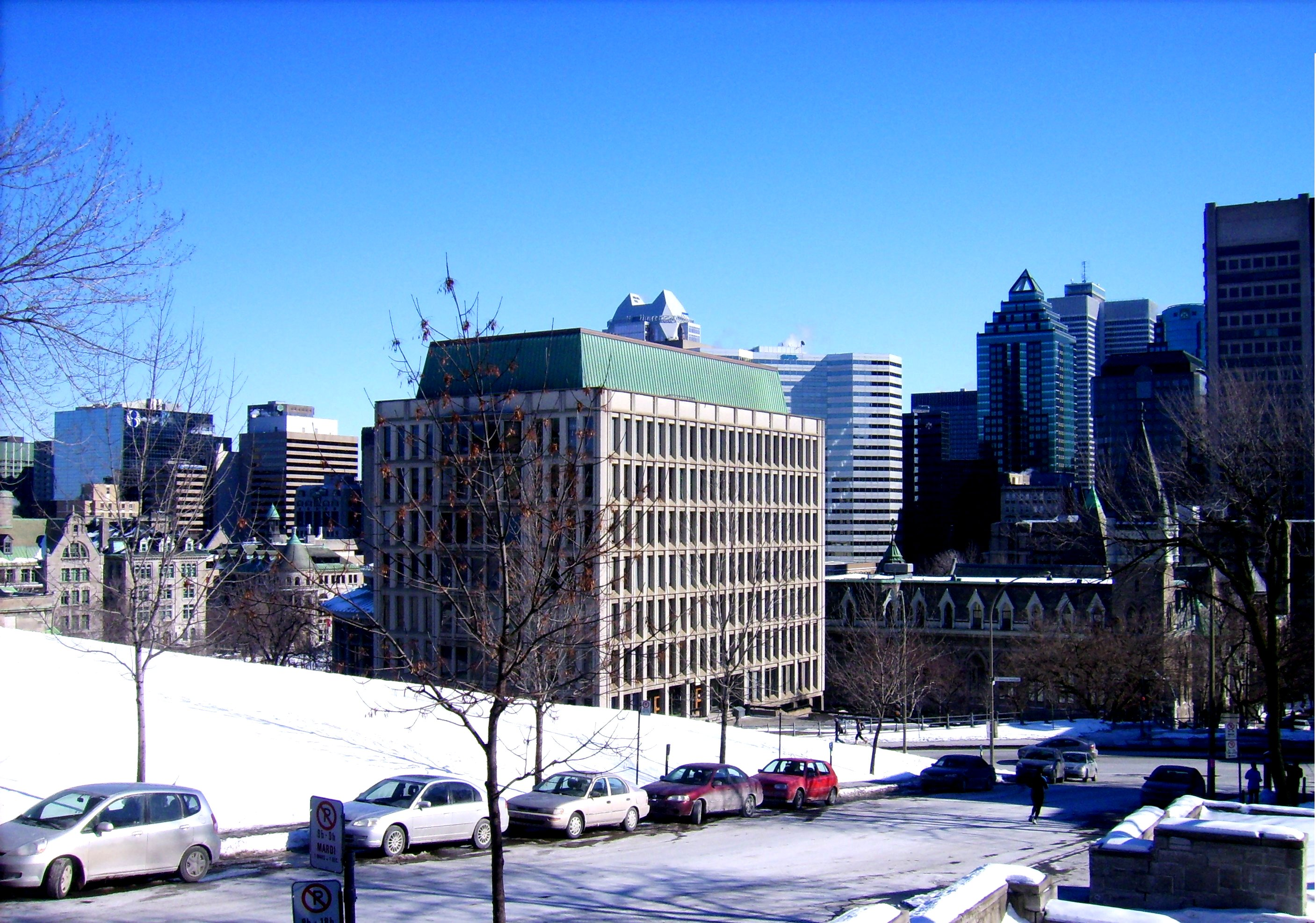
Le département de science politique à McGill se trouve dans l'édifice Leacock.

Le campus de l'arrondissement de Ville-Marie a son entrée principale, le portail Roddick, sur l'avenue McGill College (stations de métro McGill ou Peel). Il y a deux autres points d'accès pour les voitures, un sur la rue McTavish et l'autre, le portail Milton à l'intersection de la rue Université et de la rue Milton.
L'autre campus principal est le campus MacDonald à Sainte-Anne-de-Bellevue.
L'Université McGill dispose d'infrastructure sur l'île de la Barbade ; le Bellairs Research Institute fondé en 1954 et se situant à Saint James.

## Vie sur le campus

### Sports
Les équipes sportives de l'Université McGill s'appellent les Redbirds (hommes) et les Martlets (femmes). Les Martlets de McGill (hockey sur glace) sont l'équipe sportive la plus couronnée dans l'histoire de l'Université McGill (hommes et femmes confondus).

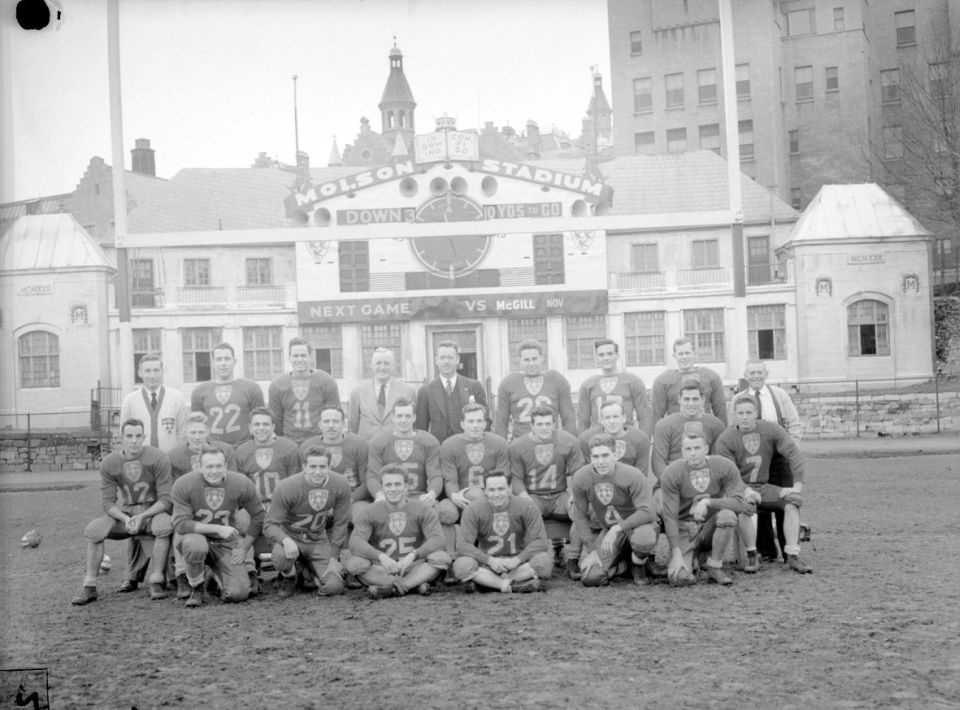
Équipe de football de McGill, 1946.
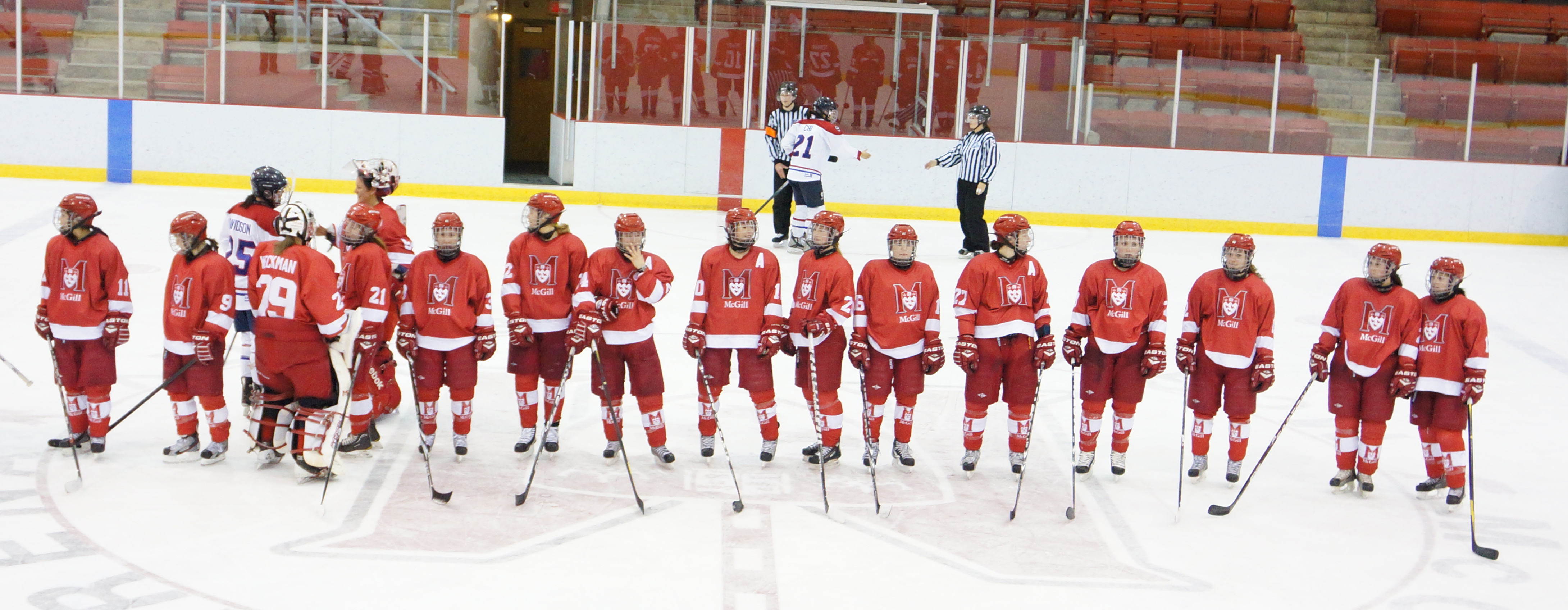
Équipe de hockey des Martlets 2011.
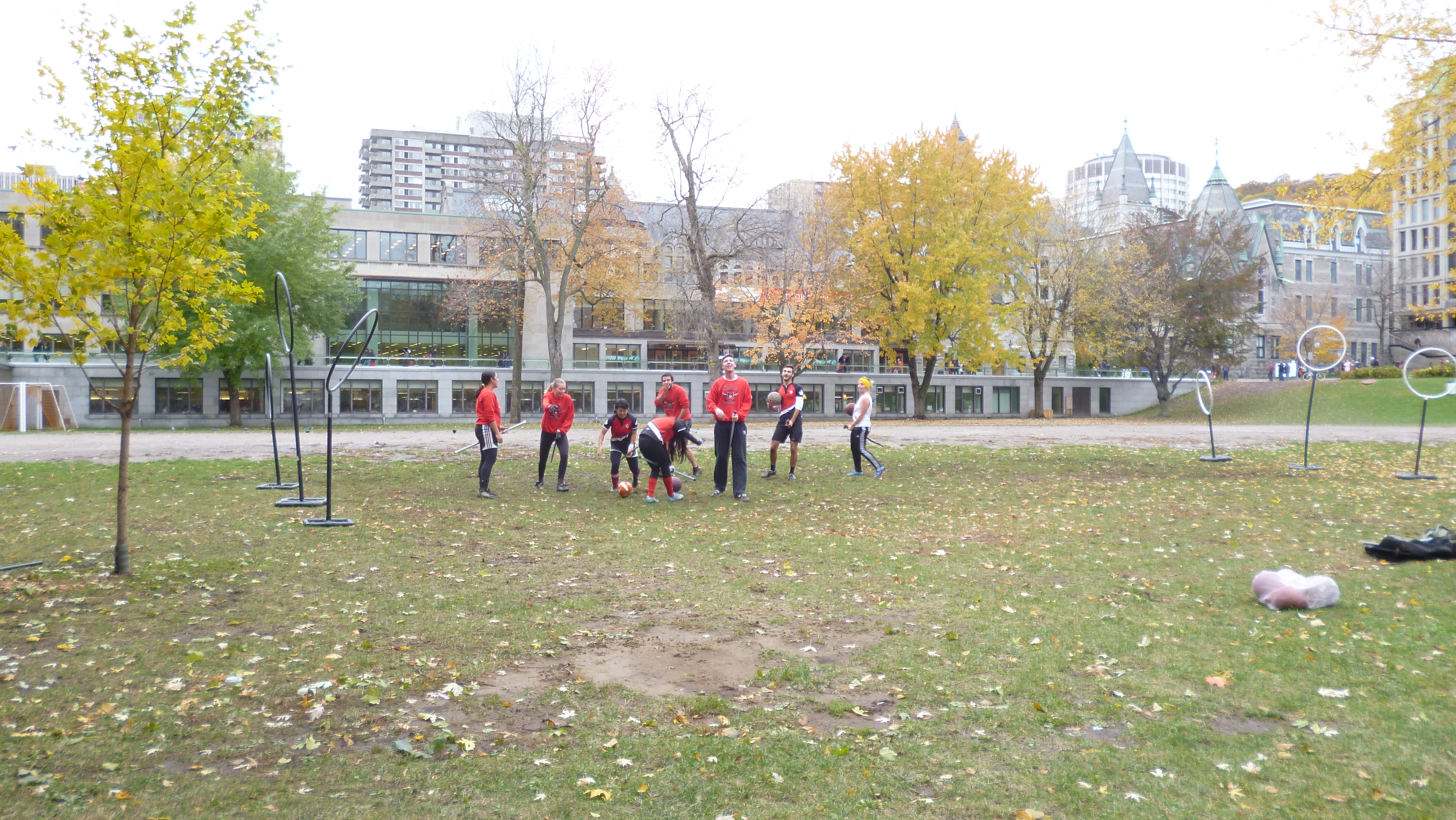
Un match de quidditch entre étudiants de l'université.

### Médias étudiants
Deux journaux étudiants de langue anglaise sont publiés à McGill : le McGill Daily et le McGill Tribune, tous deux indépendants financièrement, bien que le second fut dépendant jusqu'en 2010 de l'Association étudiante de l'Université McGill.
Le Délit français est la contrepartie de langue française du McGill Daily. Autrefois partie intégrante du McGill Daily, Le Délit est devenu un journal à part entière en 1977.
Le McGill Foreign Affairs Review est un magazine de relations internationales.
La station de radio CKUT (90,3 FM) peut être captée sur le campus et à l'extérieur. TVMcGill diffuse sur le campus en circuit fermé et via l'Internet.

## Controverses

### McGill et l'occupation israélienne de la Palestine
McGill est sous le feu des critiques pour ses liens avec l’occupation israélienne des territoires palestiniens. En effet McGill, par ses investissements, soutient diverses sociétés menant des activités dans les territoires occupés ou avec l’armée israélienne. Parmi elles, on compte des entreprises œuvrant dans le domaine de l’armement (Lockheed Martin, Safran, Airbus Aerospace, Thales, Volvo), de la finance et de l’assurance (Banque royale du Canada, AXA, Bank Leumi, Bank Hapohalim, Bank Mizrahi Tefahot), Groupe Azrieli et des exploitatrices de ressources naturelles (L’Oréal, Chevron, Coca-Cola, Unilever),,. L’ensemble des investissements recensés (sans exhaustivité) dépasse les 20 millions de dollars canadiens.
McGill est accusé de pratiquer le « sportswashing » au profit de l’occupation israélienne par le moyen du Sylvan Adams Sport Science Institute (SASSI). Le SASSI est en effet jumelé avec le Sylvan Adams Sports Institute (SASI) de l’université de Tel Aviv,,.
McGill est aussi accusé de participer à des recherches soutenant l’occupation israélienne notamment par le programme « Startup Nation ». En effet, dans ce cadre, les étudiants de McGill sont amenés à collaborer avec des entreprises liées aux forces armées israéliennes dans divers domaines de pointe telle que la surveillance et la reconnaissance faciale. Selon les détracteurs de ce programme, il constitue un soutien direct à la colonisation israélienne au détriment des populations locales.
Selon les étudiants le soutien de McGill à l’occupation israélienne en Palestine explique les mesures de répression prises par l’établissement à l’encontre des militants de la cause palestinienne en son sein. Le 27 avril 2024, des étudiants de McGill et Concordia érigent un campement d'une vingtaine de tentes en protestation contre « la complicité de McGill et Concordia dans l’occupation et le génocide à Gaza. », selon une représentante de l'organisation Solidarity for Palestinian Human Rights (SPHR). Les représentants de l'administration de l'université disent vouloir respecter la liberté d'expression des étudiants, mais souhaitent rappeler que l'université a le devoir de « créer un milieu respectueux, propice à l’exécution de notre mission universitaire, dans lequel notre communauté est à l’abri de toute atteinte à sa santé et à sa sécurité. ».

### Conséquences du projet MK-Ultra
Plusieurs familles réclament justice pour les expériences menées dans le cadre du projet MK-Ultra financé par le gouvernement canadien et la CIA. C’est ainsi qu’en 2019, une action collective est menée contre McGill, le Royal Victoria, le gouvernement canadien et le gouvernement américain.
Le Canada va compenser une partie du préjudice de certaines victimes qui ont été mises dans un état infantile, sans toutefois reconnaître sa responsabilité dans l’affaire. En ce qui concerne les États-Unis cependant, en vertu de la loi sur l’immunité des États de 1982, la Cour d’appel a jugé qu’ils jouissaient d’une immunité au moment où les expériences ont été menées. Selon la décision, la poursuite doit être menées en sol américain. Les détracteurs considèrent d’en appeler de la décision pour l’amener en Cour suprême. McGill ne s’est jamais excusé pour son rôle dans ce que des patients considèrent comme de la « torture ».

### Les Mères Mohawks et les tombes autochtones
Dans le contexte où McGill cherche à développer un nouveau projet de 870M$ sur le terrain du Royal Victoria, une groupe appelé les Mères Mohawks demandent que des investigations soient menées. En effet, des témoignages et des documents d'archive leur indiquent que des cadavres d’enfants de leur communauté ayant été victimes de conséquences du projet MK-Ultra se trouveraient sur ce territoire. Elles estiment également qu’il pourrait se trouver un ancien cimetière autochtone. La Cour supérieur du Québec a validé leur demande en 2022 pour investiguer, en mettant un arrêt sur les travaux en cours,. Plusieurs indices (à travers un radar à pénétration de sol, des chiens pisteurs, et la découverte d’ossements et des vêtements) tendent à accréditer leurs soupçons. L’Université remet toutefois en question la crédibilité de ces trouvailles et reprend les travaux. Les Mères Mohawks déplorent le peu de collaboration de McGill dans leurs démarches.

### Droits de scolarité
Dans une situation minoritaire en Amérique du Nord, le Québec s’inquiète depuis longtemps pour la situation du français. Bien que des acteurs jugent que le français est stable,,, de nombreux acteurs se préoccupent du déclin du français,,,,. McGill, bénéficiant de subventions gouvernementales lui permettant d’offrir des frais de scolarité plus bas que les autres universités anglophones au Canada, attire une forte proportion d’étudiants anglo-canadiens. Certains soulèvent un enjeu concernant la compétition entre les universités anglo-canadiennes, tandis que d’autres estiment que la venue d’étudiants anglo-canadiens contribue à fragiliser la situation du français à Montréal.
En décembre 2023, le gouvernement Legault annonce que le frais de scolarité augmenteront pour les étudiants anglophones du Canada qui résident hors Québec et exigera une connaissance minimale du français. Les droits de scolarité exigibles à McGill restent plafonnés pour les étudiants résidant au Québec. Des tensions entre la communauté anglophone et le Québec francophone se manifestent.
La Montreal Gazette, l’Association étudiante de McGill et d’autres acteurs de la communauté anglophone du Canada dénoncent cette mesure,,. Plusieurs y voient une attaque envers la communauté anglophone de Montréal,,. Les défenseurs de la mesure vont soulever que le mode de financement fait en sorte que, toute proportion gardée, les universités anglophones au Québec reçoivent disproportionnellement plus d’argent par étudiant anglophone que les universités francophones en reçoivent par étudiant francophone. McGill est cependant l'une des universités percevant le plus de frais institutionnels obligatoires[réf. nécessaire].
McGill quant à elle, dénonce une décision « émotionnelle » qui s’« attaque à sa culture » et qu'elle devra couper jusqu'à 700 postes au Québec. Elle a toutefois annoncé qu’elle compenserait la mesure. Les étudiants anglo-canadiens ne subiront donc pas de hausse de frais de scolarité. McGill a également intenté une poursuite contre le gouvernement du Québec.

### Collusion avec la Chine
Depuis plusieurs années, le département de la Justice des États-Unis estime que la Chine mène une campagne visant à acquérir des secrets technologiques étrangers par tous les moyens possibles, y compris par des moyens illégaux comme l'espionnage,. Plusieurs universités canadiennes entretiennent des liens avec des scientifiques militaires chinois, ce qui "génère des connaissances pouvant aider l'évolution du secteur militaire chinois grâce à l'acquisition de technologie de pointe" (traduction libre), potentiellement au détriment de la sécurité nationale du Canada.
De 2005 à 2022, l'Université McGill est la 3e université canadienne ayant le plus de publications scientifiques en commun avec la "China's National University of Defence Technology". Selon le Federal Bureau of Investigation (FBI), la Chine utilise des étudiants, professeurs et chercheurs pour dérober des propriétés intellectuelles. Ces collaborations entre la Chine et des universités canadiennes est encouragées par la passivité du gouvernement du Canada, qui, selon un porte-parole de la Gendarmerie royale du Canada (GRC), "n'a aucune unité qui investigue les activités d'un gouvernement étranger en particulier au Canada" (traduction libre),.

## Personnalités liées à l'université

### Professeurs
- Mario Bunge, physicien et philosophe canadien et argentin. Ses écrits philosophiques combinent le réalisme scientifique, le systématisme, le matérialisme, l'émergentisme et d'autres principes.
- James Collip, professeur de biochimie
- John William Dawson, professeur de géologie et recteur
- Ruth Fincher, professeure de géographie
- John Stuart Foster, professeur de physique
- Ethel Hurlbatt, directrice du Royal Victoria College, enseignante et militante féministe
- Otto Maass, professeur de chimie
- Archibald Macallum (en), professeur de biochimie
- Harry Mayerovitch, professeur d'architecture
- Jean-Paul Montagnier, professeur adjoint de musicologie et professeur à l'université de Lorraine
- William Osler, professeur de médecine
- Jordan Peterson, professeur adjoint de psychologie clinique
- Joëlle Pineau, professeure en intelligence artificielle
- Marie-Louise Puech, professeure de français
- Ernest Rutherford, professeur de physique
- Dora Sakayan, professeure d'allemand
- Charles Scriver, médecin, pédiatre et chercheur québécois.

### Étudiants
Prix Turing
- Yoshua Bengio

Prix Pulitzer
- Charles Krauthammer
- Adam Gopnik

Prix littéraires du Gouverneur général
Médaillés olympiques
- Louise Abbott, écrivaine
- Rémy Bélanger de Beauport, musicien d'improvisation libre
- Amina Benbouchta, artiste marocaine
- Frédéric Bérard, juriste en droit constitutionnel, enseignant, auteur et chroniqueur
- Zbigniew Brzeziński, conseiller politique du Président des États-Unis Jimmy Carter
- Win Butler et Régine Chassagne, auteurs-compositeurs, et fondateurs du groupe Arcade Fire
- Sujit Choudhry, professeur et avocat canadien
- Caroline Codsi, présidente fondatrice de l'organisme sans but lucratif La Gouvernance au Féminin
- John Cleghorn (en), ancien président-directeur général de la Banque royale du Canada
- Leonard Cohen, chanteur auteur-compositeur, poète et écrivain
- Suzanne Corkin, neurobiologiste américaine
- Thomas Neill Cream, docteur, tueur en série connu sous le nom d'empoisonneur de Lambeth
- Alan DeSousa, maire de l'arrondissement Saint-Laurent de Montréal
- Paul Desmarais Junior, homme d'affaires
- Amina Doherty, artiviste
- Jacques Dussault, enseignant et entraineur de football avec la Machine de Montréal, les Alouettes de Montréal, Carabins de l'Université de Montréal
- Laurent Duvernay-Tardif, médecin et joueur de football américain (Chiefs de Kansas City)
- Alan Emtage, informaticien connu pour avoir conçu le premier moteur de recherche sur internet
- John S. Foster Jr., quatrième directeur du laboratoire national Lawrence Livermore
- Céline Galipeau, chef d'antenne, journal télévisé de Radio-Canada
- Valérie Grand'Maison, championne paralympique et détentrice de 12 records du monde en natation handisport
- Jezima Ismail, activiste des droits de l'homme, éducatrice et animatrice
- Glenn Joyal, juge canadien.
- Rumbi Katedza, productrice et réalisatrice zimbabwéenne
- Mia Kirshner, actrice
- Annie MacDonald Langstaff, juriste et féministe
- Jacques Marchand, compositeur et chef d'orchestre
- Yves De Koninck, neurobiologiste
- Wilfrid Laurier, ancien premier ministre du Canada
- Jack Layton, ancien chef du Nouveau Parti démocratique
- Huda Lutfi, artiste égyptienne
- Guillaume Martineau, musicien
- Otto Maass, chimiste, membre de la Société royale du Canada
- Andrew McNaughton, militaire, commandant de l'Armée canadienne, ministre de la Défense
- Henry Mintzberg, spécialiste du management
- David Morse, professeur, chercheur, biologiste canadien.
- Thomas Mulcair, ancien ministre de l'Environnement du Québec et chef du NPD
- James Naismith, inventeur du basket-ball
- William Osler, l'un des pères de la médecine moderne au Canada
- Madeleine Parent, syndicaliste et féministe québécoise
- John Parisella, homme d'affaires, chroniqueur politique et homme politique québécois
- Pierre Péladeau, éditeur et homme d'affaires québécois, fondateur du groupe Québecor
- Wilder Penfield, neurochirurgien
- Michael D. Penner, avocat et entrepreneur québécois
- Steven Pinker, psychologue cognitiviste canadien et américain
- Jon Rafman, artiste, cinéaste et essayiste québécois
- Jade Raymond, directrice d'Ubisoft Toronto
- Hubert Reeves, astrophysicien
- Juliette Rennes, sociologue française
- Moshe Safdie, architecte et urbaniste
- Claire Saffitz, youtubeuse culinaire
- Marc Savasta, neurobiologiste français et directeur de recherche à l’Inserm
- William Shatner, acteur qui s'est fait connaître dans Star Trek
- Colin Singer, avocat canadien.
- John N. Smith, réalisateur
- Peter Todd, directeur général de HEC Paris
- Zineb Triki, actrice
- Justin Trudeau, ancien premier ministre du Canada
- Bernard P. Zeigler (en), ingénieur canadien, professeur émérite à l'université de l'Arizona aux États-Unis, inventeur du formalisme Discrete Event System Specification (DEVS) en 1976
- Mariame Kaba, militante abolitionniste, éducatrice, autrice
- Boutaïna El Fekkak, actrice, auteure, metteuse en scène

McGill attire un grand nombre de boursiers Loran, qui ont le choix de 25 universités au pays.